# Hybrid Memory Cube
L'Hybrid Memory Cube (HMC) és una interfície de memòria d'accés aleatori (RAM) d'ordinador d'alt rendiment per a la memòria DRAM apilada basada en vias de silici (TSV) que competeix amb la interfície rival incompatible Memòria d'ample de banda alta (HBM).

## Visió general
Hybrid Memory Cube va ser desenvolupat conjuntament per Samsung Electronics i Micron Technology el 2011, i va ser anunciat per Micron el setembre de 2011. Va prometre una millora de velocitat 15 vegades superior a DDR3. L'Hybrid Memory Cube Consortium (HMCC) compta amb el suport de diverses empreses tecnològiques importants, com ara Samsung, Micron Technology, Open-Silicon, ARM, HP (des de la retirada), Microsoft (des de la retirada), Altera (adquirida per Intel a finals de 2015) i Xilinx. Micron, tot i que continua donant suport a HMCC, va deixar de fabricar el producte HMC el 2018 quan no va aconseguir l'adopció del mercat.
L'HMC combina vies de silici (TSV) i microbumps per connectar múltiples matrius (actualment de 4 a 8) de matrius de cèl·lules de memòria una sobre l'altra. El controlador de memòria està integrat com a oblia matriu independent.
L'HMC utilitza cèl·lules DRAM estàndard, però té més bancs de dades que la memòria DRAM clàssica de la mateixa mida. La interfície de l'HMC és incompatible amb les implementacions actuals de la memòria DDR n (DDR2 o DDR3) i de la competència de memòria alta d'amplada de banda.
La tecnologia HMC va guanyar el premi a la millor tecnologia nova de The Linley Group (editor de la revista Microprocessor Report ) el 2011.
La primera especificació pública, HMC 1.0, es va publicar l'abril de 2013. Segons ell, l'HMC utilitza enllaços sèrie diferencials full-duplex de 16 o 8 carrils (mitja mida), amb cada carril amb SerDes de 10, 12,5 o 15 Gbit/s. Cada paquet de l'HMC s'anomena cub i es poden encadenar en una xarxa de fins a 8 cubs amb enllaços de cub a cub i alguns cubs utilitzant els seus enllaços com a enllaços de pas. Un paquet de cub típic amb 4 enllaços té 896 pins BGA i una mida de 31 × 31 × 3,8 mil·límetres.
L'amplada de banda bruta típica d'un únic enllaç de 16 carrils amb senyalització de 10 Gbit/s implica una amplada de banda total de 40 GB /s (20 GB/s de transmissió i 20 GB/s de recepció) dels 16 carrils; Es preveuen cubs amb 4 i 8 enllaços, tot i que l'especificació HMC 1.0 limita la velocitat de l'enllaç a 10 Gbit/s en el cas de 8 enllaços. Per tant, un cub de 4 enllaços pot assolir 240 GB/s d'amplada de banda de memòria (120 GB/s cada direcció utilitzant 15 Gbit/s SerDes), mentre que un cub de 8 enllaços pot arribar a 320 GB/s d'amplada de banda (160 GB/s cada direcció). utilitzant SerDes de 10 Gbit/s). La utilització efectiva de l'ample de banda de la memòria varia del 33% al 50% per als paquets més petits de 32 bytes; i del 45% al 85% per a paquets de 128 bytes.